# Maratón de Cali
La Maratón de Cali es un evento deportivo realizado en las calles de la ciudad de Cali, donde compiten corredores aficionados y profesionales en las categorías de 4.2 km, 15 km y 42 km (maratón). Su primer edición se corrió el 4 de mayo de 2025 como competencia avalada por la World Athletics y la Asociación de Maratones Internacionales y Carreras de Distancia (AIMS), siendo ganada en categoría masculina por el atleta keniata Evans Mayaka y en categoría femenina por la también keniata Emmah Cheruto Ndiwa.
A 2025, la Maratón de Cali es junto con la Media Maratón de Bogotá y La Carrera del Pacifico Cali 10K las únicas carreras colombianas avaladas por la World Athletics, siendo ésta la única maratón (42K) con dicho aval y es junto con la Maratón de Medellín una de las 2 carreras de 42K con el aval de la Asociación de Maratones Internacionales y Carreras de Distancia (AIMS) en Colombia. Así mismo a 2025, la Maratón de Cali es junto a la Maratón de Lima una de las dos maratones con aval Elite (categoría B) de la World Athletics en Suramérica.

## Palmarés

### Maratón, Categoría General
Vencedores y tiempos registrados en 42 km en las diferentes ediciones del evento.
Referencias:      Mejor marca de la carrera
| Ed. | Año  | Fecha             | Vencedor masculino | Tiempo (h:m:s) | Vencedora femenina  | Tiempo (h:m:s) |
| --- | ---- | ----------------- | ------------------ | -------------- | ------------------- | -------------- |
| 1.ª | 2025 | 4 de mayo de 2025 | Evans Mayaka       | 2:11:04        | Emmah Cheruto Ndiwa | 2:29:26        |

## Victorias por nacionalidad
| País  | Hombres | Mujeres | Total |
| ----- | ------- | ------- | ----- |
| Kenia | 1       | 1       | 2     |

## Medallas
|  |